# Charles Robinson (arbitre)
 (septembre 2024).
Si vous disposez d'ouvrages ou d'articles de référence ou si vous connaissez des sites web de qualité traitant du thème abordé ici, merci de compléter l'article en donnant les références utiles à sa vérifiabilité et en les liant à la section « Notes et références ».
Pour les articles homonymes, voir Charles Robinson et Robinson.
Charles Shane Robinson (né le 2 juillet 1964 à Charlotte en Caroline du Nord) est un arbitre de catch professionnel. Il est actuellement sous contrat avec la World Wrestling Entertainment (WWE).

## Carrière

### World Championship Wrestling
Entre 1993 et 2001, Charles Robinson travaille à la World Championship Wrestling en tant qu'arbitre heel.
Il fut notamment en 1999 l'arbitre officiel des Four Horsemen.
En 2001, lors du pay-per-view de la World Wrestling Federation (WWF, ancien nom de la WWE) InVasion, il était l'un des managers de l'arbitre représentant l'Alliance dans le match Arbitre vs Arbitre, que l'arbitre de la WWF Earl Hebner remporte par tombé.

### World Wrestling Entertainment
Depuis 2006, il travaille à la World Wrestling Entertainment en tant qu'arbitre dans l'émission WWE SmackDown.
Il reçut quelques attaques de catcheurs, comme à No Mercy 2006, lorsque l'Undertaker lui fait un Tombstone Piledriver pour l'avoir disqualifié, ou même un Rock Bottom quelques années plus tôt de la part de The Rock.
À WrestleMania XXIV, il eut l'honneur d'arbitrer le dernier match de Ric Flair face à Shawn Michaels. Il a également eu le privilège d'arbitrer le match opposant Shawn Michaels à l'Undertaker lors de WrestleMania XXVI. Il a aussi arbitré le match Sheamus contre Daniel Bryan à WrestleMania XXVIII.
On peut dire que The Undertaker ne l'aime pas vraiment, car ce dernier lui a collé plusieurs Tombstone Piledriver, comme lors du match opposant l'Undertaker à Mr Kennedy pour le titre des États-Unis. De même, à WrestleMania XXVIII, lors du match opposant l'Undertaker à Triple H, avec Shawn Michaels comme arbitre spécial : à l'instant où l'Undertaker fait un Hells Gate à Shawn Michaels, Robinson arrive dans le ring pour faire le compte de 3, mais l'Undertaker lui fait un Chokeslam (car il voulait que Shawn Michaels reste arbitre pour le reste du match).
À WrestleMania 31, c'est lui qui arbitre le match opposant Sting et Triple H, sur une demande du Stinger. En effet, ce dernier souhaitait avoir Robinson comme arbitre car il arbitra à la WCW avant la WWE.
À WrestleMania XXIV, pendant le match opposant The Undertaker à Edge pour le WWE World Heavyweight Championship, The Undertaker exécute un Tombstone Piledriver sur son adversaire, mais comme l'arbitre officiel est K.O, Charles Robinson exécute le sprint de l'année qui commença de l'entrée qui est très longue jusqu'au ring, puis fit le décompte mais seulement jusqu'à deux car Edge se dégage. Finalement The Undertaker gagna le match.

## Cinéma
Robinson a joué, en 2000, un rôle dans le film de Brian Robbins, Ready To Rumble, en tant qu'arbitre.